# Тыгымсыёган
Тыгымсыёган (устар. Тыгымсы-Ёган) — река в Ханты-Мансийском АО России. Устье реки находится в 10 км по правому берегу протоки Новый Вах реки Вах. Длина реки составляет 127 км, площадь водосборного бассейна 574 км². 

## Данные водного реестра
По данным государственного водного реестра России относится к Верхнеобскому бассейновому округу, водохозяйственный участок реки — Вах, речной подбассейн реки — бассейн притоков (Верхней) Оби от Васюгана до Ваха. Речной бассейн реки — (Верхняя) Обь до впадения Иртыша.